# Константиновский, Вячеслав Леонидович
Вячеслав Леонидович Константиновский (род. 11 ноября 1960, Киев) — украинский бизнесмен, мультимиллионер. На парламентских выборах 2014 года избран народным депутатом в мажоритарном округе в Киеве от политической партии «Народный фронт».

## Биография
Родился в Киеве, в детстве занимался классической борьбой, получил звание мастера спорта. Имеет брата-близнеца Александра. В середине 1980-х годов занялся бизнесом в сфере общественного питания. Семь лет прожил в Соединенных Штатах. По собственному утверждению, принимал участие в Оранжевой революции и Евромайдане. Сейчас вместе с братом владеет холдингом «Киев-Донбасс», компанией Kyiv Donbas Development Group", сетью ресторанов «Пузата хата» и «Carte Blanche». В 2013 году их состояние оценивалось в $355 миллионов.
В 2014 году после начала силовой операции на востоке Украины вступил в батальон территориальной обороны «Киев-1». Летом объявил о том, что продает автомобиль Rolls-Royce Phantom, деньги от продажи которого пожертвует на нужды армии. 8 августа сообщил, что выручил за машину 2,5 млн гривен (180 тыс. долларов). На эти деньги Константиновский планировал помочь раненым и закупить транспорт для украинских солдатов. Его избирательным лозунгом стала фраза: продал Роллс-Ройс ушедшему в АТО. Константиновский, по данным СМИ, мастер спорта по классической борьбе, а также семь лет прожил в США.

### Политическая карьера
В сентябре 2014 года объявил о своем желании баллотироваться в Верховную раду. На внеочередных выборах в парламент 26 октября одержал победу в одномандатном округе № 220 в Киеве, набрав почти 33 % голосов.
17 июня 2015 года Константиновский по собственному желанию вышел из состава депутатской фракции «Народный фронт». Об этом на заседании Верховной рады объявил Первый заместитель председателя украинского парламента Андрей Парубий.
13 июля 2017 года Вячеслав Константиновский написал заявление об отказе от депутатского мандата. На своей странице в Facebook он написал, что три года в парламенте были самыми мрачными в его жизни. Константиновский планирует продолжить заниматься бизнесом.

### Доходы
Согласно данным электронной декларации за 2015 год, Константиновский был самым богатым депутатом Верховной рады. Наличностью он задекларировал 14,7 млн долларов США, 500 тыс. евро и 6 778 776 гривен, что в пересчёте на курс 2015 года совокупно составило 372,69 млн гривен.
В декларации за 2016 год указан общий доход в 11 336 375 гривен (депутатская зарплата — 141 тыс., обеспечение депутатской деятельности — 170 тыс., возвращение финансовой помощи — 880 тыс., доход от продажи доли в «Украинской чулочной компании» — 9,7 млн гривен). Наличность составила 9,5 млн долларов, 500 тыс. евро и 10,5 млн гривен. Из недвижимости у депутата имелись два земельных участка в Киевской области (площадью 1500 м² и 647 м²), дом площадью 649 м², квартира площадью 84,4 м² и четыре гаража. Константиновский владеет автомобилями Land Rover Sport (2012 года выпуска), мотоциклом Harley-Davidson V-Rod muscle 2002 года, автомобилем Toyota Highlander (2016 года выпуска, приобретён в том же году). Также депутат указал среди ценного имущества шесть часов Rolex и ружьё. Супруга Вячеслава Константиновского указала в своей декларации доход в 2 млн гривен от отчуждения акций и корпоративных прав, 3 млн гривен — от продажи движимого имущества, а также 1,3 млн гривен наличных средств и квартиру площадью 88 м² в Киеве. Она также владеет двумя автомобилями — BMW 325I (2008 года выпуска) и Mercedes-Benz G350D (2016 года выпуска).

### Личная жизнь
Женат на топ-модели Юлиане Дементьевой. Есть дети — дочь Стефания и сын Максимилиан Константиновский, являющийся, согласно данным электронной декларации, гражданином США. 
В 2018 году вместе с супругой Юлианой, Вячеслав посетил ЮАР. В ноябре 2019 года вместе супруги путешествовали по чилийской Антарктике, в частности Юлиана и Вячеслав посетили архипелаг Огненная Земля в Чили.
После начала полномасштабного вторжения России в Украину супруга Константиновского — Юлиана Дементьева, переехала вместе с дочерью Стефанией в Швейцарию. Юлиана отметила, что она не получает помощи от швейцарского правительства, так как она работает моделью. Их дочь ходит по состоянию на 2022 год в швейцарскую школу. По словам Юлианы, она и дочь перешли в общении в быту на украинский язык, а также учат итальянский язык.